# تئاتر ستم‌دیدگان

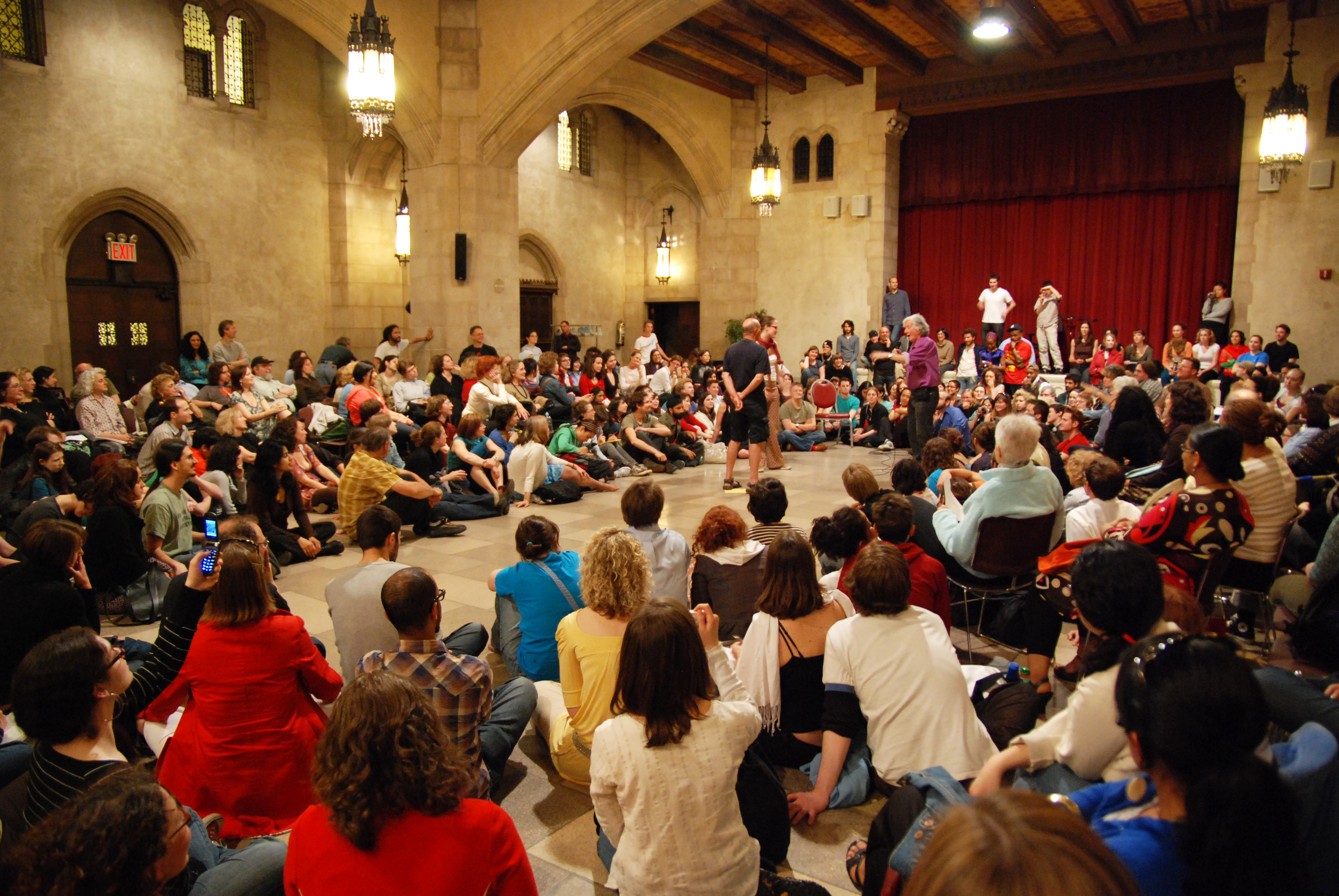
آگوستو باول در حین اجرای کارگاه تئاتر ستم‌دیده در شهر نیویورک. کلیسای ریور ساید، ۱۳ می، ۲۰۰۸.

تئاتر ستم‌دیدگان (انگلیسی: Theatre of the Oppressed) به گونه‌ای از تئاتر گفته می‌شود که توسط آگوستو بوال در دهه ۱۹۶۰ در برزیل و سپس در اروپا بنیان‌گذاری شده‌است. بوال تحت تأثیر نظریه‌ها و کارهای پائولو فریره در حوزه آموزش ستم‌دیدگان، دست به خلق تکنیک‌هایی در حوزه تئاتر زد که از تئاتر به عنوان ابزاری برای ترویج و ترغیب مردم در تغییر سیاسی و اجتماعی استفاده می‌کند. در تئاتر ستم‌دیده، مخاطب از نظاره‌گر محض خارج شده و تبدیل به فعالی می‌شود که می‌تواند واقعیت زندگی خویشتن را تغییر دهد.